# Burgwall Janow
Der Burgwall von Janow, einem Ortsteil der Gemeinde Spantekow im Landkreis Vorpommern-Greifswald, befindet sich etwa drei Kilometer südlich des Ortes auf einem Berghang zum Großen Landgraben hin.
Der Burgwall ist seit 1980 in der Bodendenkmalliste M-V unter Nr. 28 der Gemarkung Janow als Frühslawischer Burgwall eingetragen. 1982 fanden Vermessungen und oberflächliche Untersuchungen statt, Ergebnis: Frühslawische Keramik, Drehmühlenoberstein; die Funde befinden sich im Museum Waren unter Inventar-Nr.: IV/82/128+301.
Es handelt sich um eine abgegangene altslawische Höhenburg aus dem 7. bis 9. Jahrhundert. Sie liegt etwas versteckt im Heideholz. Fälschlicherweise trägt sie den Namen Schwedenschanze, was bei slawischen Burgen allerdings häufiger vorkommt. Die gesamte Burganlage ist eingliedrig und hat eine Ausdehnung von 120 Meter mal 80 Meter. 
Da das Gebiet nach Aufgabe der Befestigung schnell verwaldete, ist die Burg recht gut erhalten geblieben. 
Weiter nördlich befindet sich die Burganlage von Landskron aus dem 16. Jahrhundert. Man vermutet, dass sie auf den Resten einer jungslawischen Burg errichtet wurde.